# Francesc Mas i Jené
Francesc Mas i Jené (Vidreres, 16 juliol 1912- 17 maig 2001) és un instrumentista de tenora, violí, piano i trombó.
Als 13 anys va començar a tocar el piano, com a solista o com integrant d'un quartet, a les sessions de cinema mut a la sala de baix de Vidreres, i amb quinze anys ja entrava com a pianista al Casino dels Senyors a Sant Feliu de Guíxols.
A partir d'aquí va anar ampliant la seva formació i va esdevenir instrumentista, a més del piano que era la seva especialitat, de violí, trombó i tenora. Va tocar amb l'Arbucienca, La Unió Artística i amb la Juventud Artística.
Entre el 1941 i el 1946 va ser director de la cobla-orquestra La Selvatana durant cinc anys. Tornà a Vidreres per posar en marxa el 1947 l'AMOGA, la qual dirigí fins al 1959. Després, va formar el conjunt que portava el seu nom tot coincidint amb la inauguració del famós local El Relicario, de Lloret de Mar, indret on actuava de manera habitual. Aquest conjunt va estar present fins a la seva retirada musical.
Entre les seves sardanes destaquen A dues Annes, Tendresa, La sageta (1951), La gitana, En Josep petit, El noi de l'estanc i La pubilla de la casa (1956).